# همسرم باش (فیلم ۱۹۱۹)
همسرم باش (انگلیسی: Be My Wife) فیلمی به کارگردانی هال روچ است که در سال ۱۹۱۹ منتشر شد. از بازیگران آن می‌توان به هارولد لوید، ببه دنیلز، سمی بروکس، چارلز استیونسون، دی لمپتون و ماری موسکینی اشاره کرد.